# Shannon Dugan
Shannon Dugan (Gardnerville, 8 gennaio 1993) è una pallavolista statunitense, schiacciatrice del Wiesbaden.

## Carriera

### Club
La carriera di Shannon Dugan inizia nei tornei scolastici del Nevada, giocando con la Douglas HS. Dopo il diploma gioca a livello universitario per due annate per la Lynn, in NCAA Division II, prima di trasferirsi alla Grand Canyon, impegnata in NCAA Division I; conclusa la sua eleggibilità sportiva nella pallavolo indoor, gioca a beach volley per il programma della sua università dal 2014 al 2015.
Nella stagione 2015-16 firma il suo primo contratto professionistico a Cipro con l'AEK Larnaca, impegnato in A' katīgoria, mentre nella stagione seguente approda all'Istres, nella divisione cadetta francese. Nel campionato 2018-19 si accasa all'Oriveden Ponnistus, in Lentopallon Mestaruusliiga, conquistando la Coppa di Finlandia, migrando per il campionato seguente in Germania, dove difende i colori del Wiesbaden, in 1. Bundesliga.

## Palmarès

### Club
- Coppa di Finlandia: 1

2018